# Musée archéologique de l'ancienne Corinthe

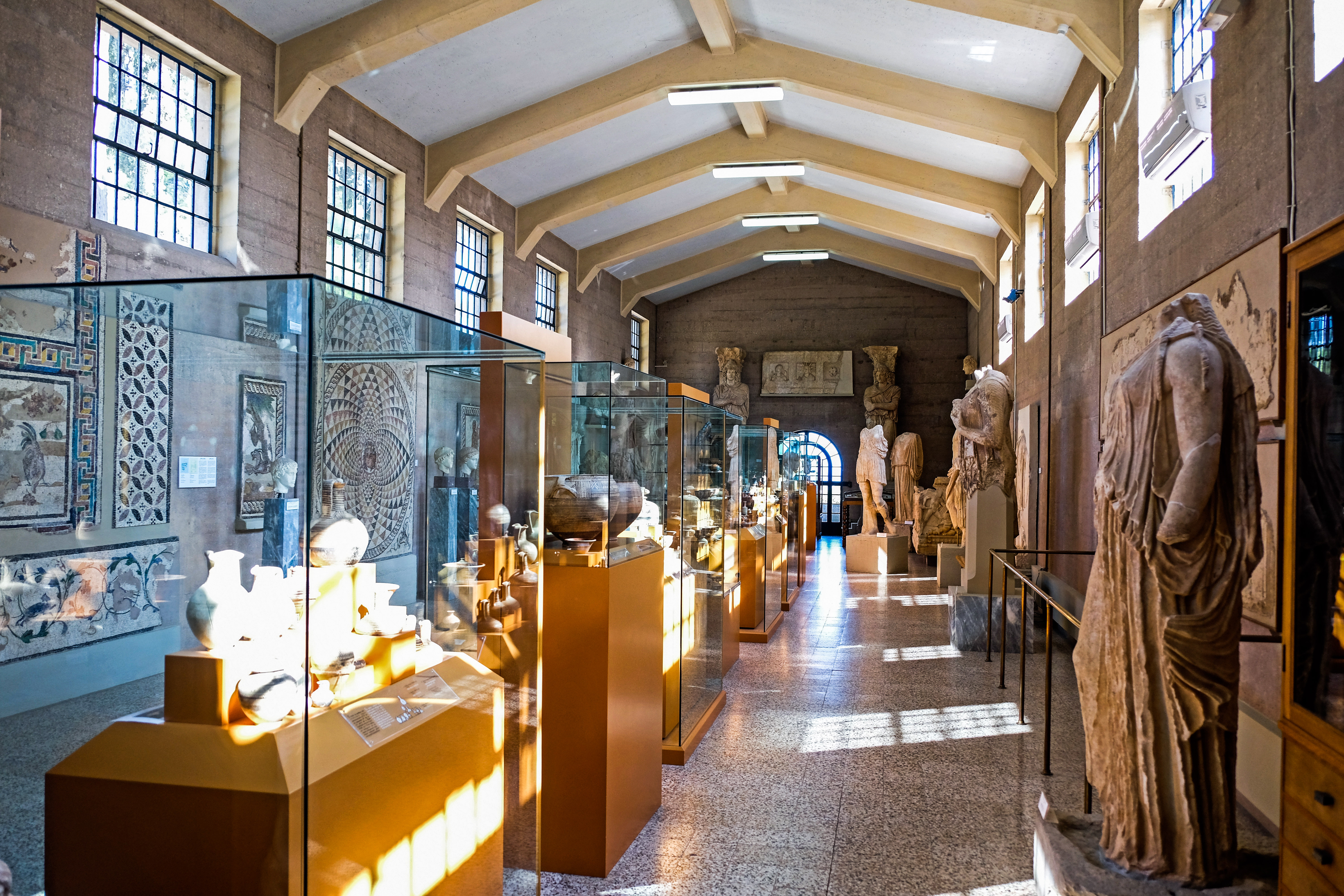
Galerie romaine

Le Musée archéologique de l'Ancienne Corinthe, construit en 1931 et 1932, expose les produits des fouilles archéologiques de l'ancienne Corinthe. Il est situé près du temple d’Apollon, à l’entrée du site de l’agora de Corinthe, fouillé depuis la fin du XIXe siècle. Il relève de la juridiction de la 37e éphorie du Service archéologique grec.

## Histoire du musée
Le bâtiment a été conçu par l'architecte Stuart Thompson et construit par l’American School of Classical Studies (en) à Athènes. En 1951, la partie ouest du bâtiment a été agrandie, permettant d'organiser l'espace du musée autour de deux atriums.
Entre 2007-2008 ont eu lieu des rénovations, dans le 3e Cadre communautaire d'appui (CCA). Des améliorations ont été apportées aux galeries des collections préhistoriques et du sanctuaire d'Asclépios. En 2015, les bâtiments est et sud du musée purent exposer de nouvelles œuvres de grande envergure. Le Cadre de référence stratégique national (CRSN) de 2007-2013 a contribué au financement d'un nouveau projet d'exposition dans les parties rénovées du bâtiment, consacrées aux collections allant de la période géométrique à la destruction de la ville par les Romains en 146 av. JC.
Le musée expose les découvertes faites depuis 1896 dans les différentes zones du site archéologique de l'ancienne Corinthe. Cela comprend le site principal avec l’Agora et le temple d’Apollon, mais aussi le sanctuaire de Déméter et Perséphone sur les pentes de l'Acrocorinthe, le quartier des potiers, ainsi que les sites du sanctuaire d'Asclépios et de la basilique de la porte de Cenchrées.

## Collections
Le musée archéologique de l'ancienne Corinthe abrite une vaste collection d'objets, sculptures et inscriptions montrant l'histoire  de la cité depuis les origines de l'ancienne Corinthe,.

### Préhistoire
La galerie « Corinthe aux temps préhistoriques » expose des découvertes provenant de la région de l'ancienne Corinthe, de la colline de Korakou et du site de Zygouries,. Ces découvertes comprennent des vases et figurines de culte qui sont la preuve physique de l'activité intense et du peuplement de ces régions durant la période préhistorique,.

Préhistoire
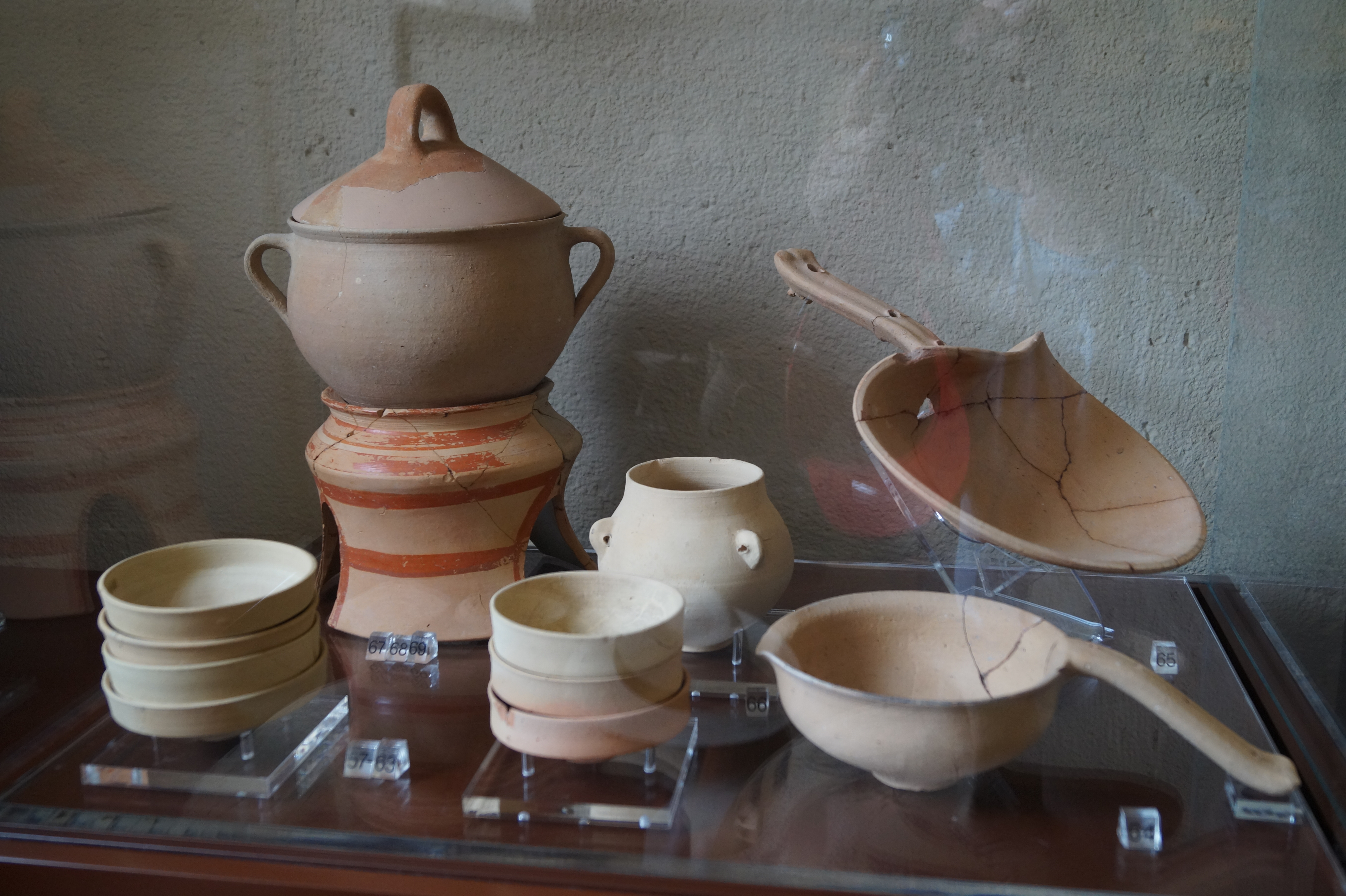
Poterie mycénienne de Zygouries (de)
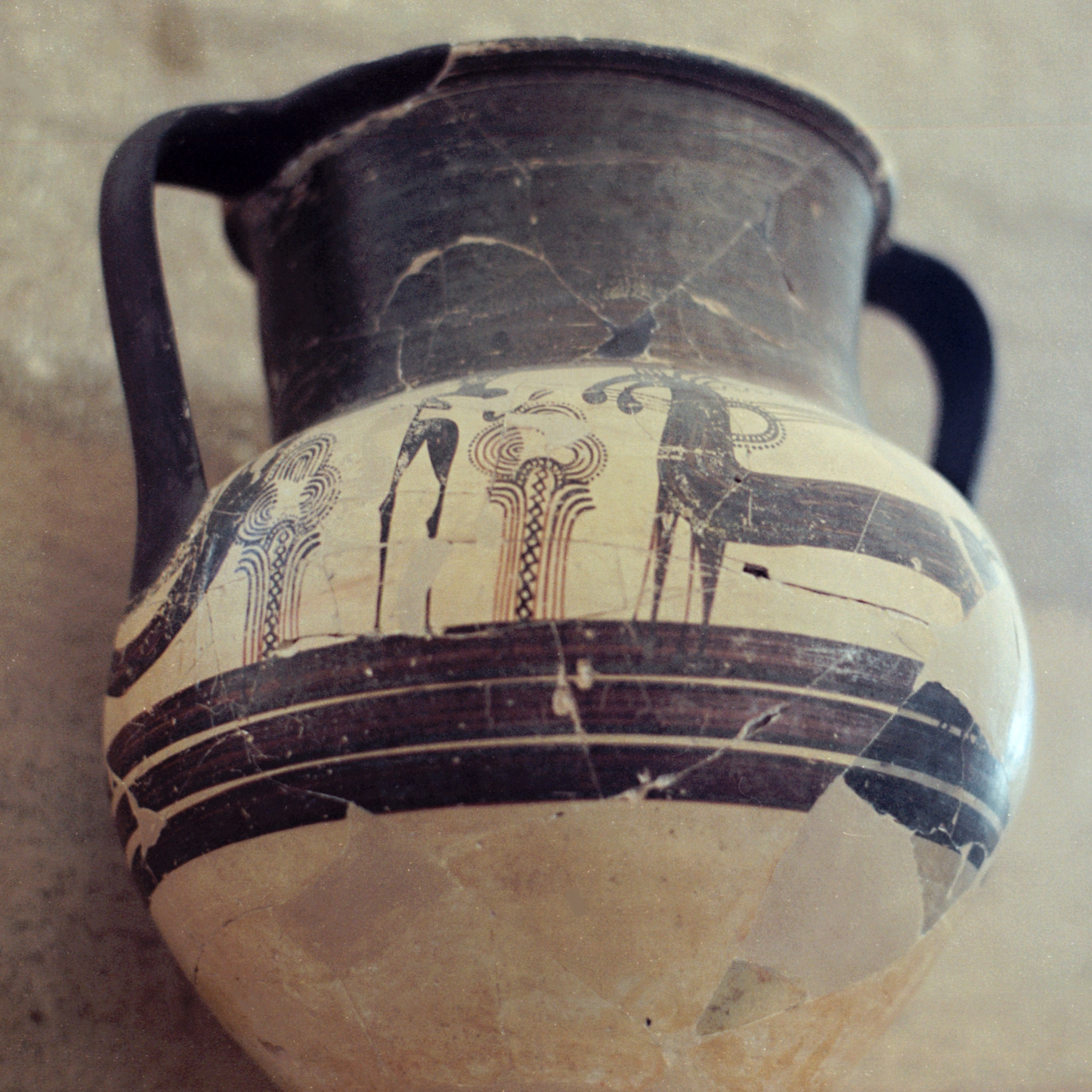
Cratère mycénien, Helladique récent, XIIe siècle av. J.-C.
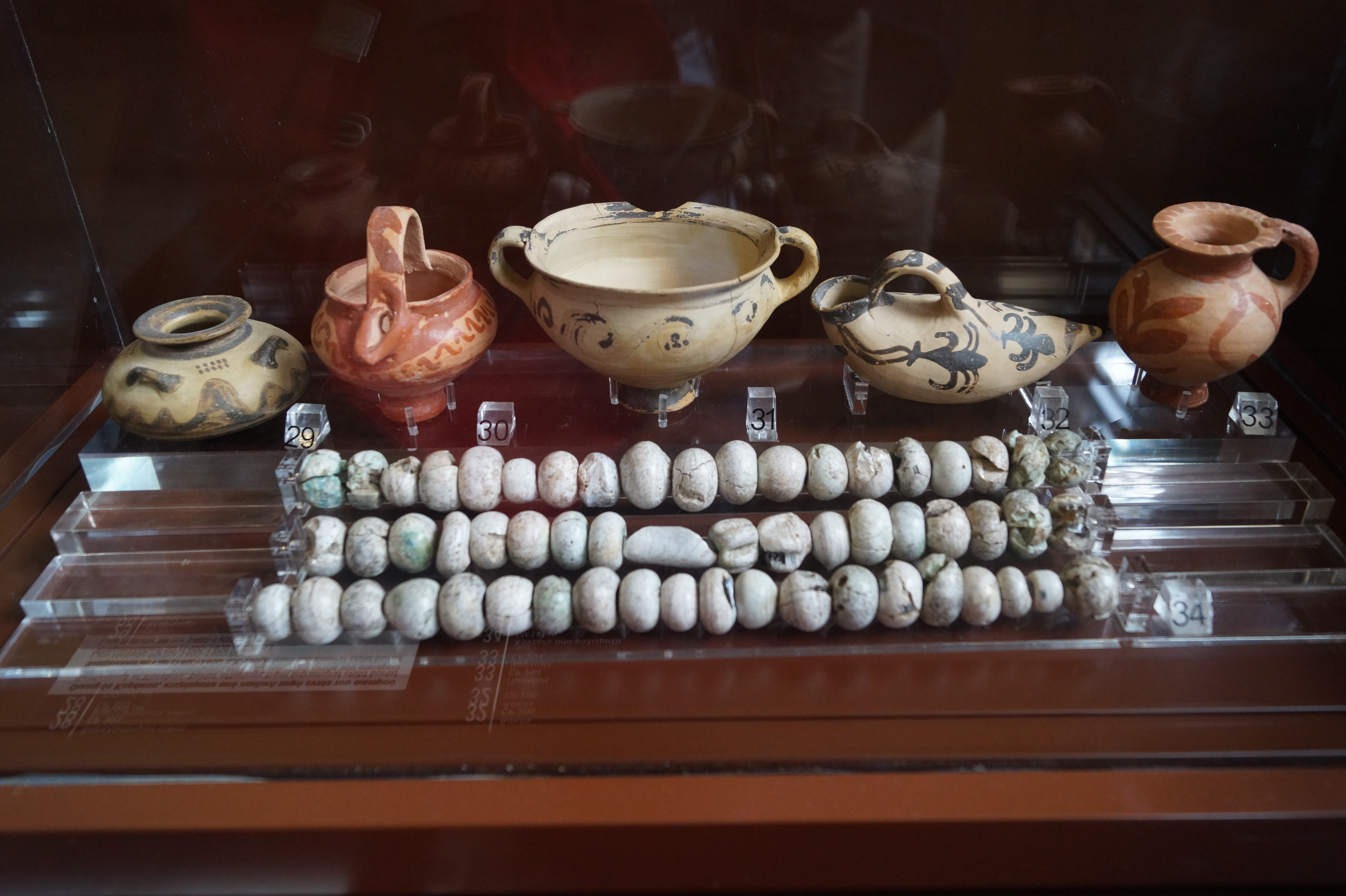
Découvertes de Korakou, Helladique récent II B, 1460–1400 av. JC

### Corinthe, cité antique

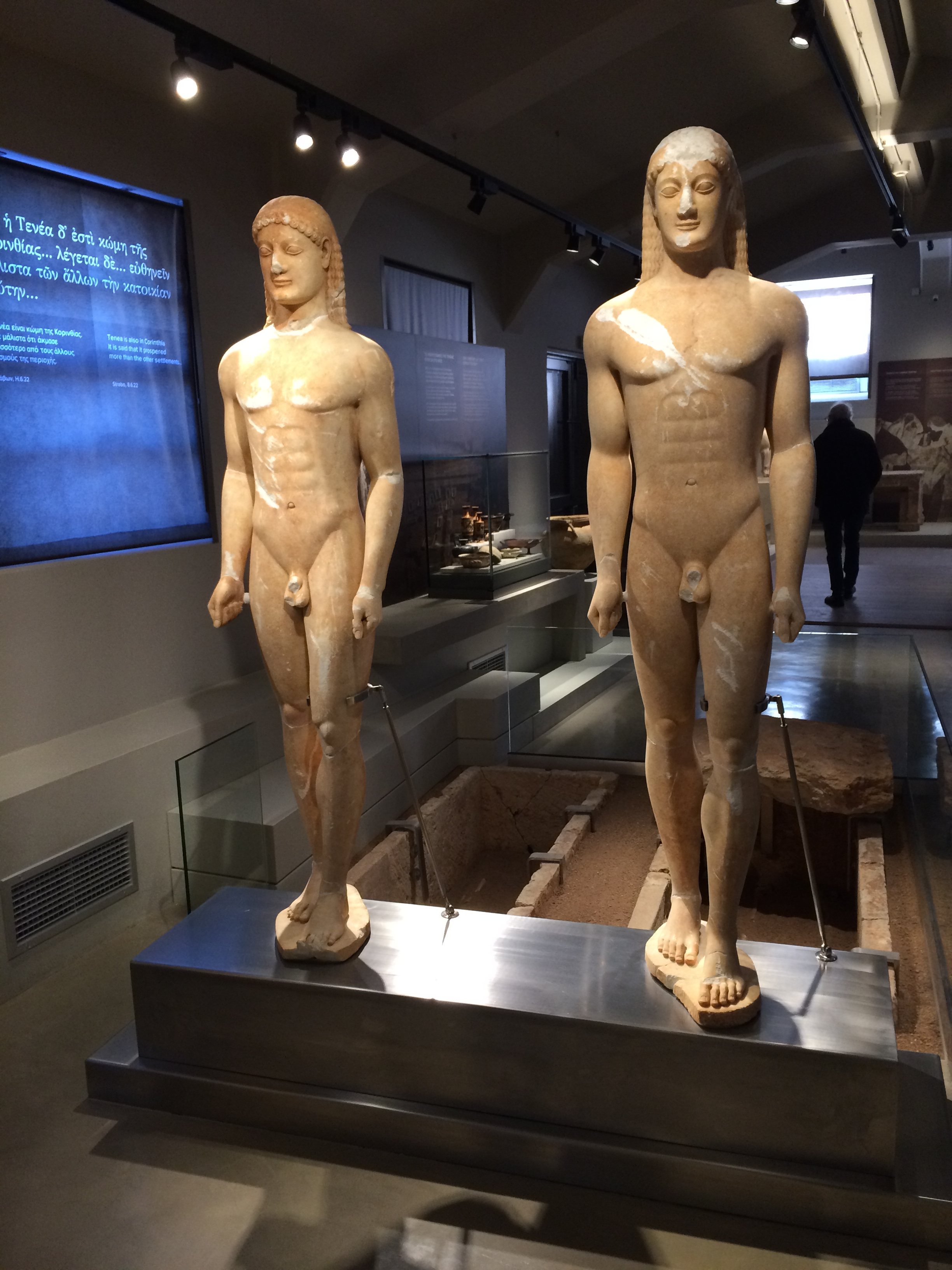
Kouroi de Klénia (530-520 av. JC)

La galerie « Corinthe, une puissante cité-état » abrite des objets issus de la cité des périodes géométrique, archaïque, classique et hellénistique,.
La première section de l’exposition comprend les kouroi jumeaux de Klénia, confisqués à des trafiquants d'antiquités. Elle se compose également de découvertes effectuées dans le cimetière de Ténée, ainsi que d'objets provenant d'agglomérations et sanctuaires de la cité-État.

La cité-état
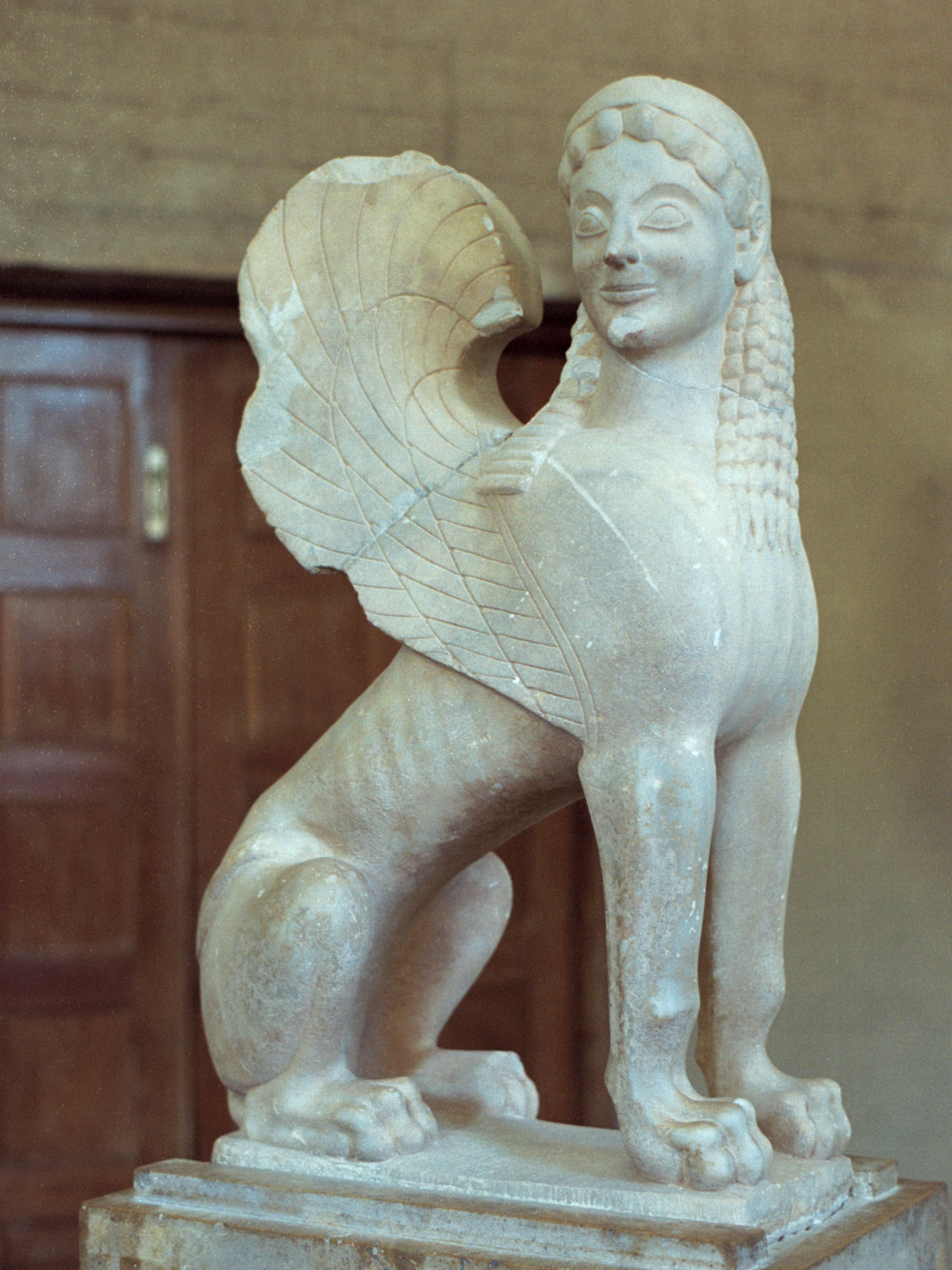
Sphinx, cimetière nord de Corinthe, 560-550 av. JC
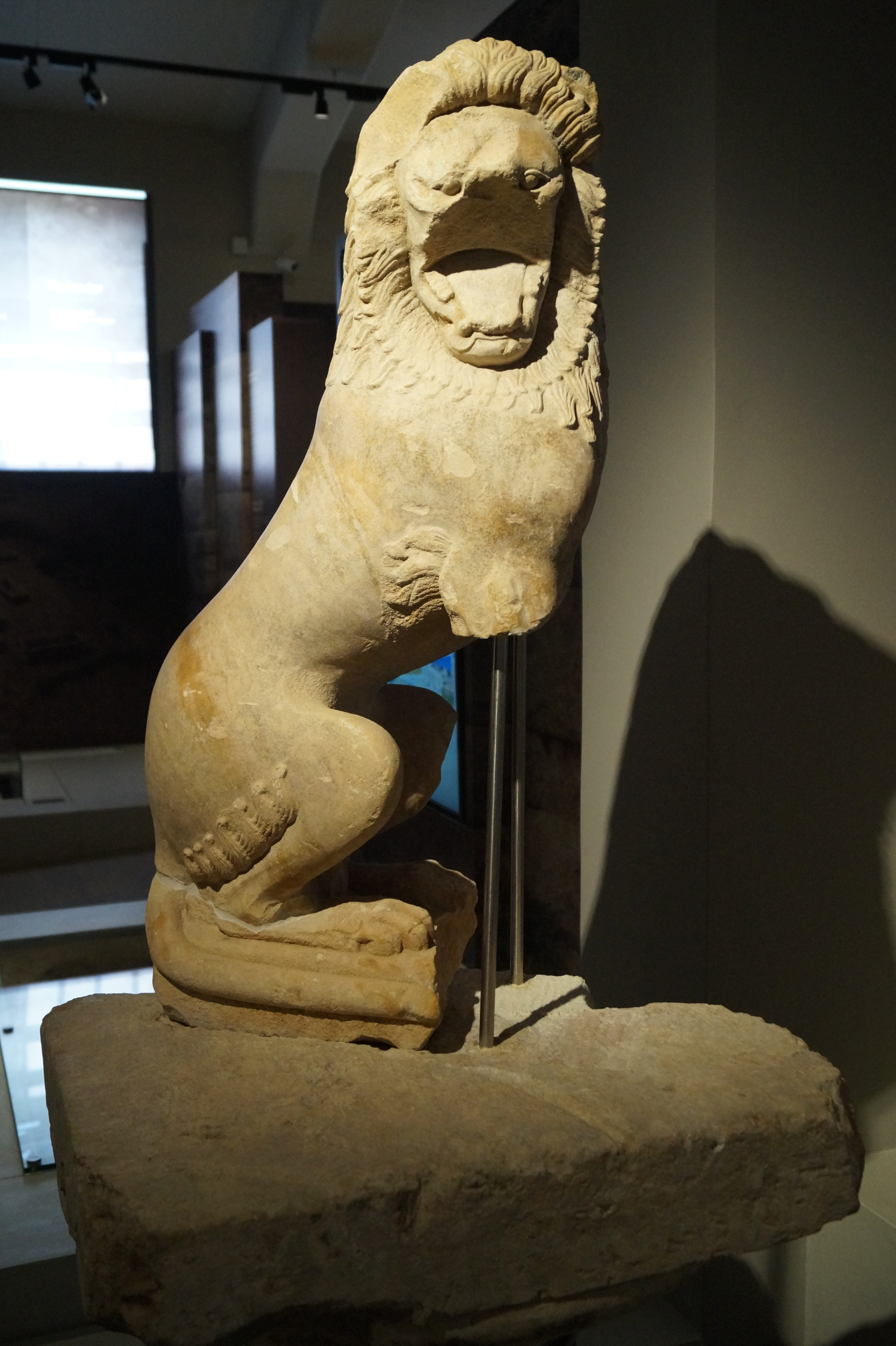
Lion de Korakou, 550-540 av. JC

La deuxième partie de l'exposition comprend des objets et du matériel audiovisuel qui traduisent le caractère culturel distinctif de Corinthe et offrent une approche plus réaliste de l'activité commerciale, des réalisations artistiques, de la vie domestique, des croyances religieuses, des pratiques funéraires et des événements militaires, aspects importants qui établissent les fondements de la cité de Corinthe.

Vie quotidienne dans la Grèce classique
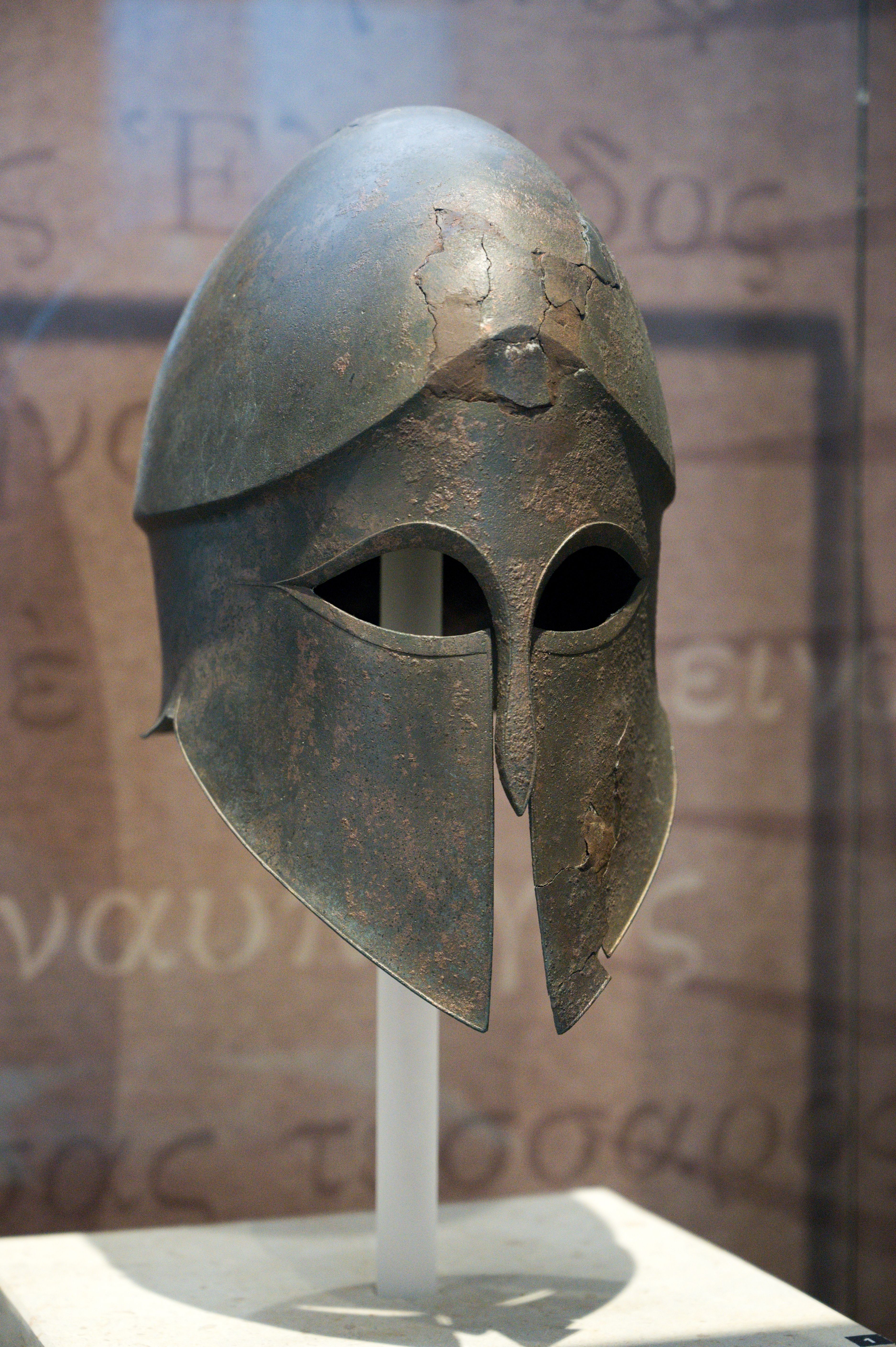
Casque corinthien,  -500/-475.
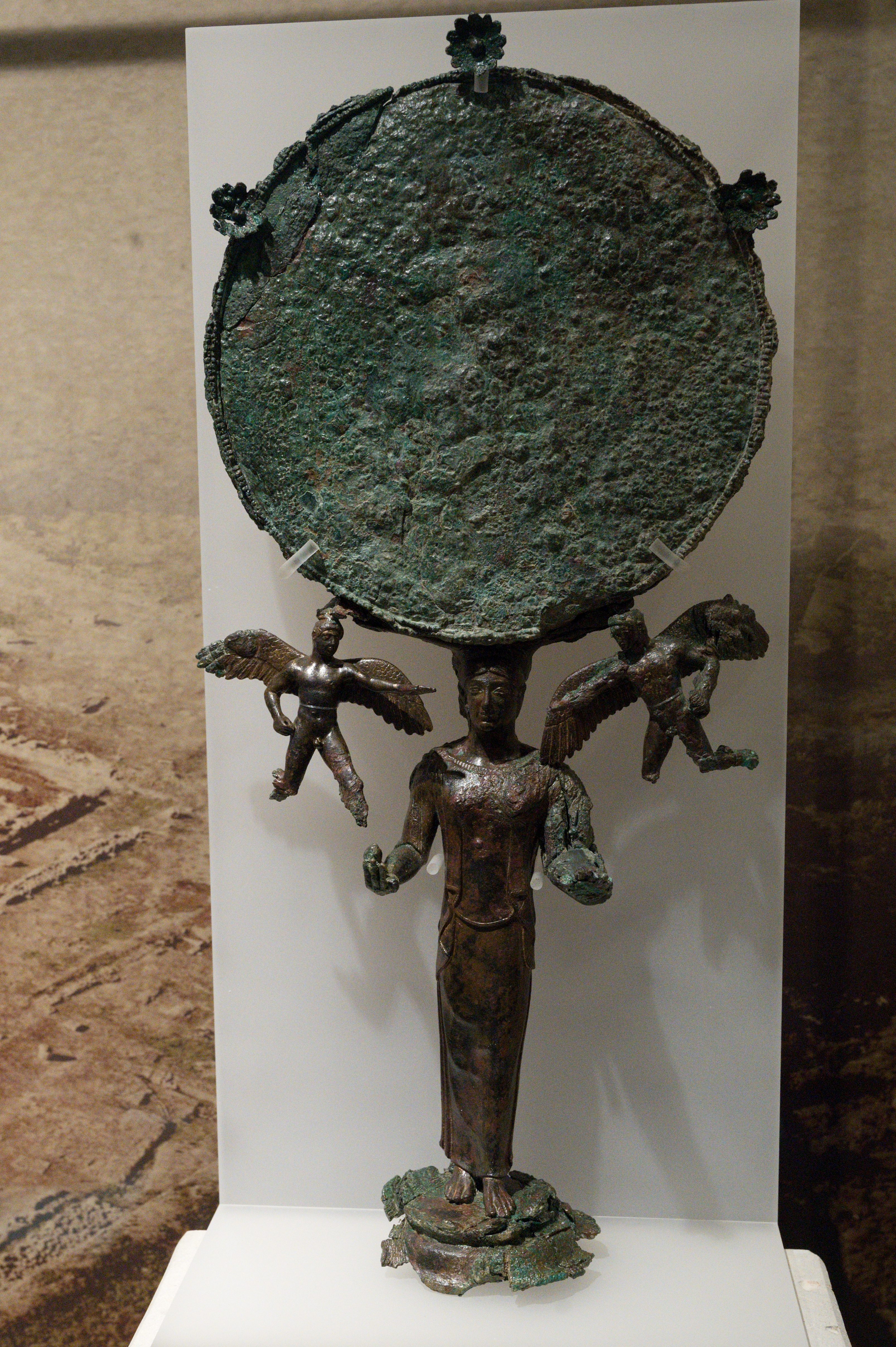
Miroir en bronze, -Ve s.
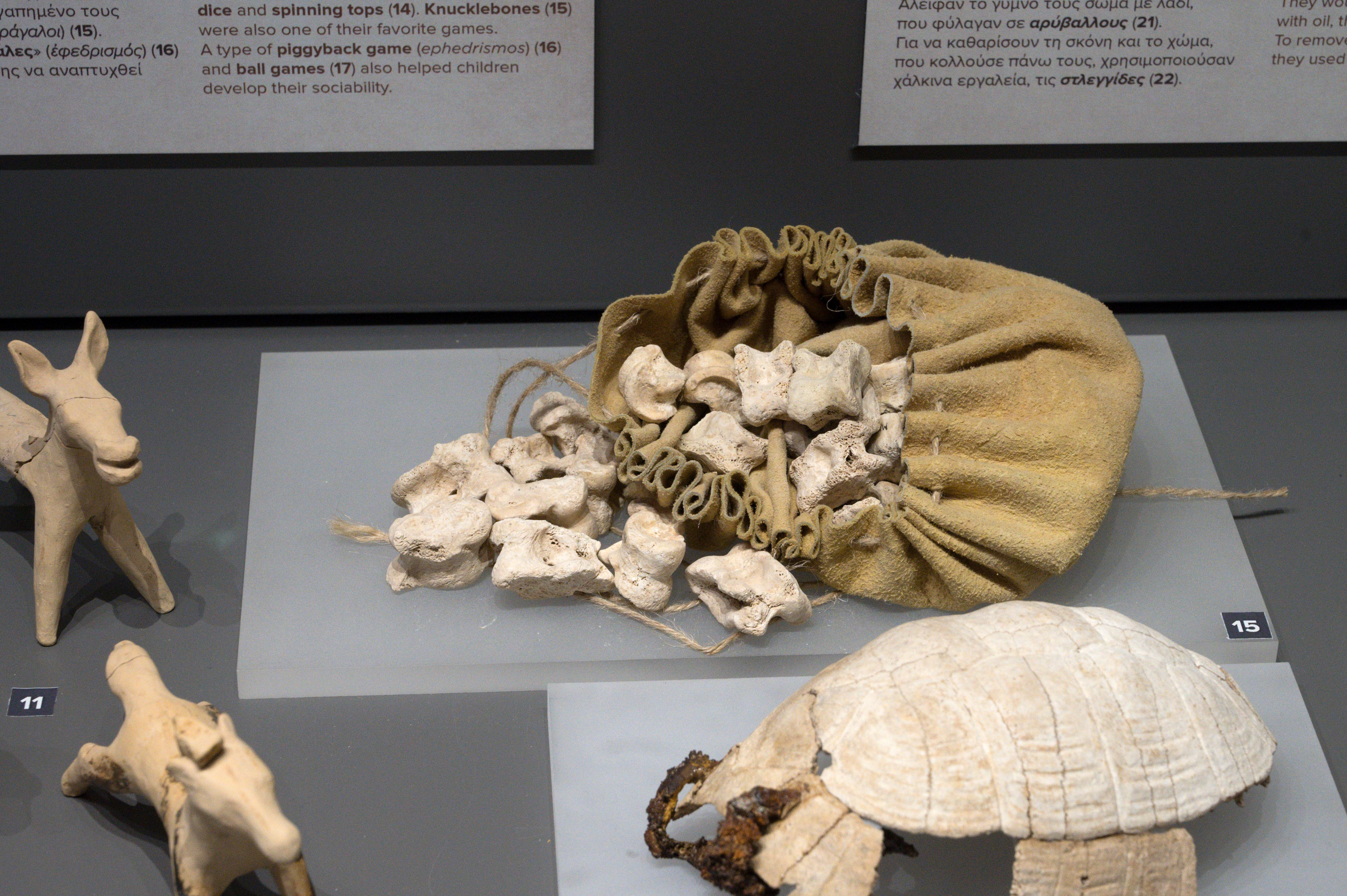
Jouets : figurines d’animaux, osselets (ἀστράγαλοι / astrágaloi), lyre en carapace de tortue.
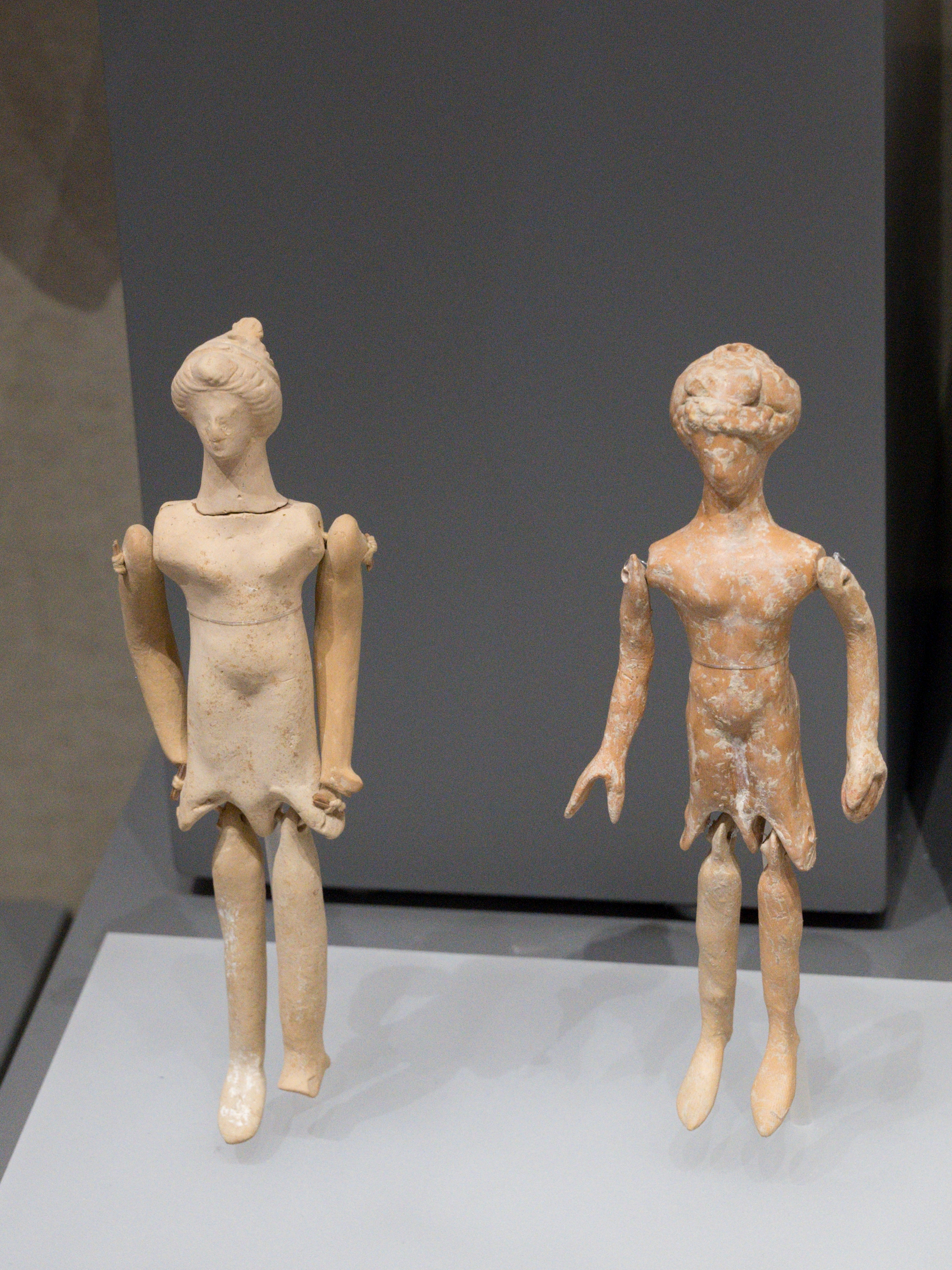
Poupées en terre cuite

### Corinthe romaine

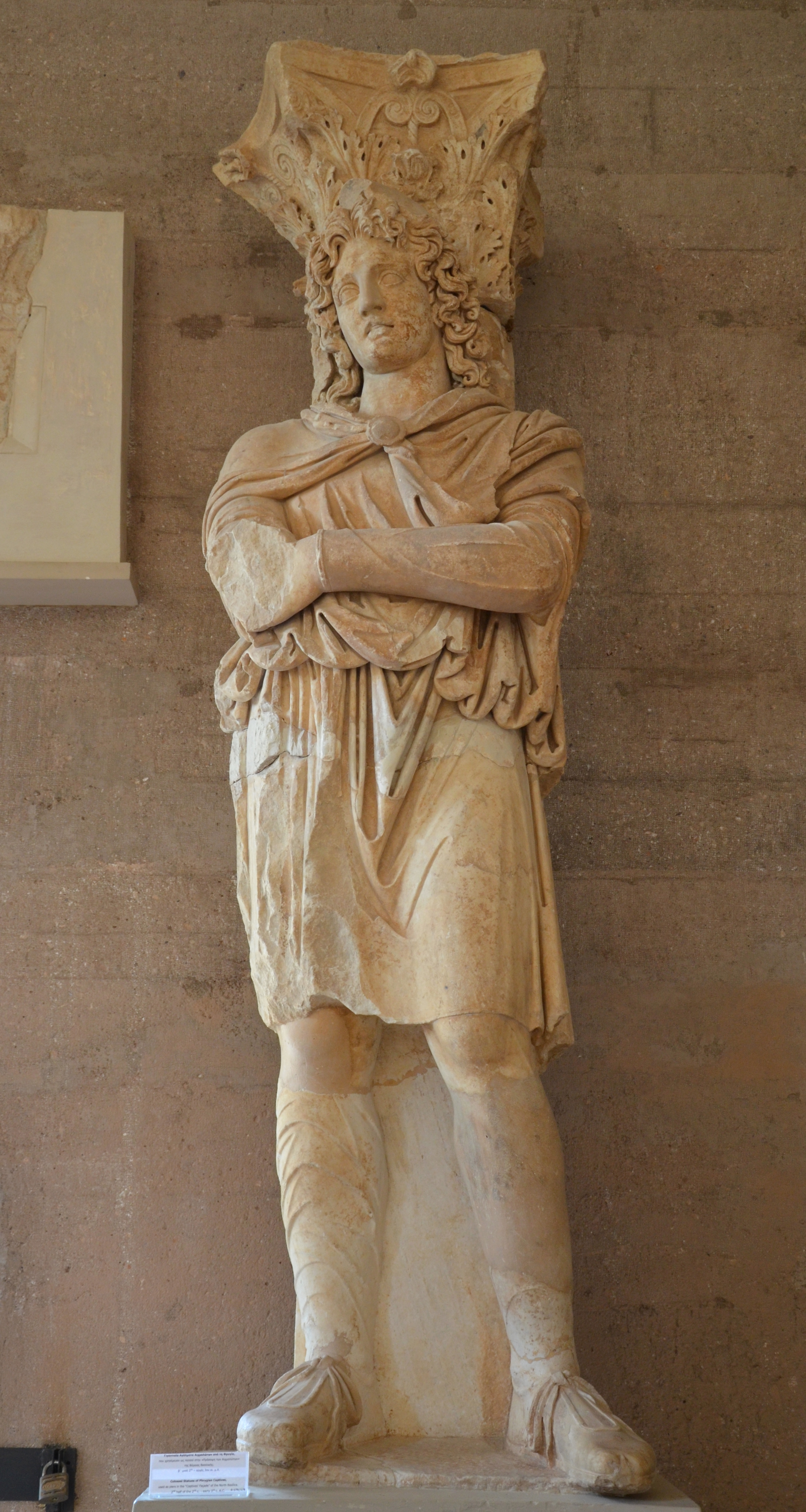
Statue colossale d'un des captifs phrygiens servant de piliers sur la façade de la basilique nord, IIe s. ap. JC

La galerie « Corinthe, une colonie romaine », présente les trouvailles faites dans la cité romaine, byzantine et franque. Parmi les objets exposés figurent les objets volés au musée en 1990, qui ont été rendus en 2001,. De nombreuses sculptures et mosaïques trouvées dans les villas romaines de la Colonia Laus Lulia Corinthiensis sont montrées dans cette exposition, ainsi que des objets uniques, comme des plaques émaillées de l'époque byzantine et de la domination franque.

Période romaine
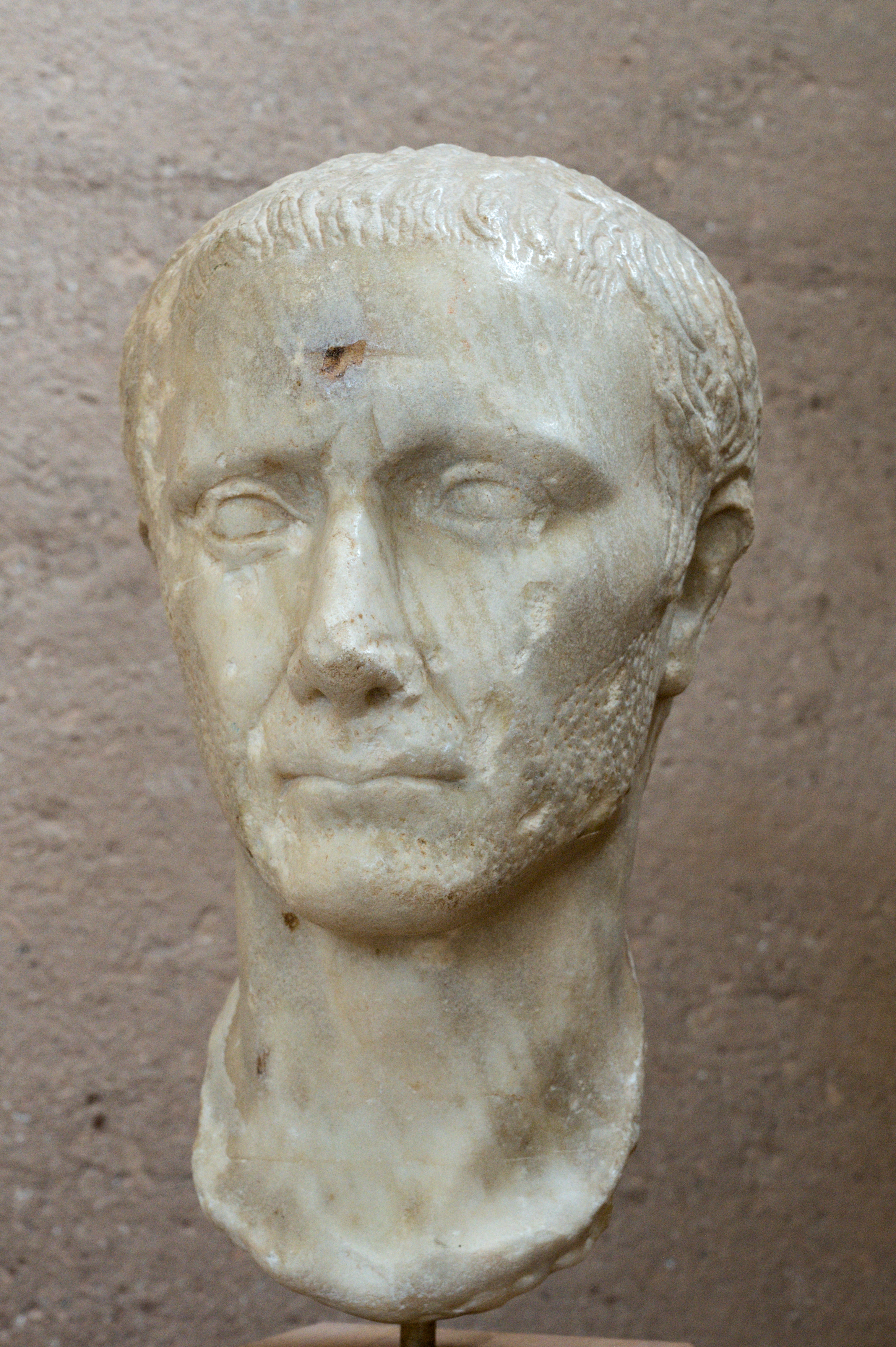
Tête de Jules César. Marbre, Ier siècle ap. JC
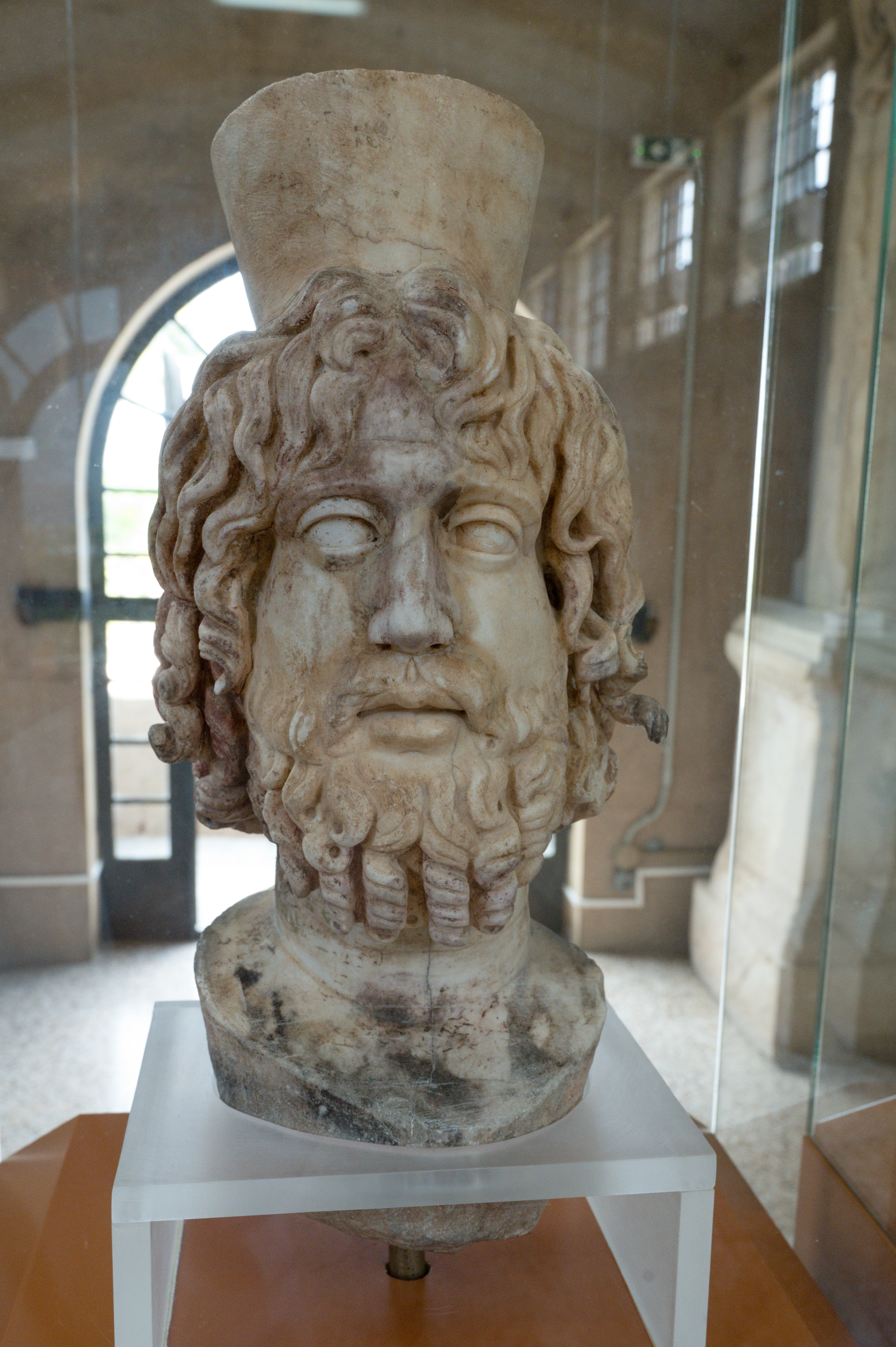
Sérapis en marbre, stoa sud, 150-200.
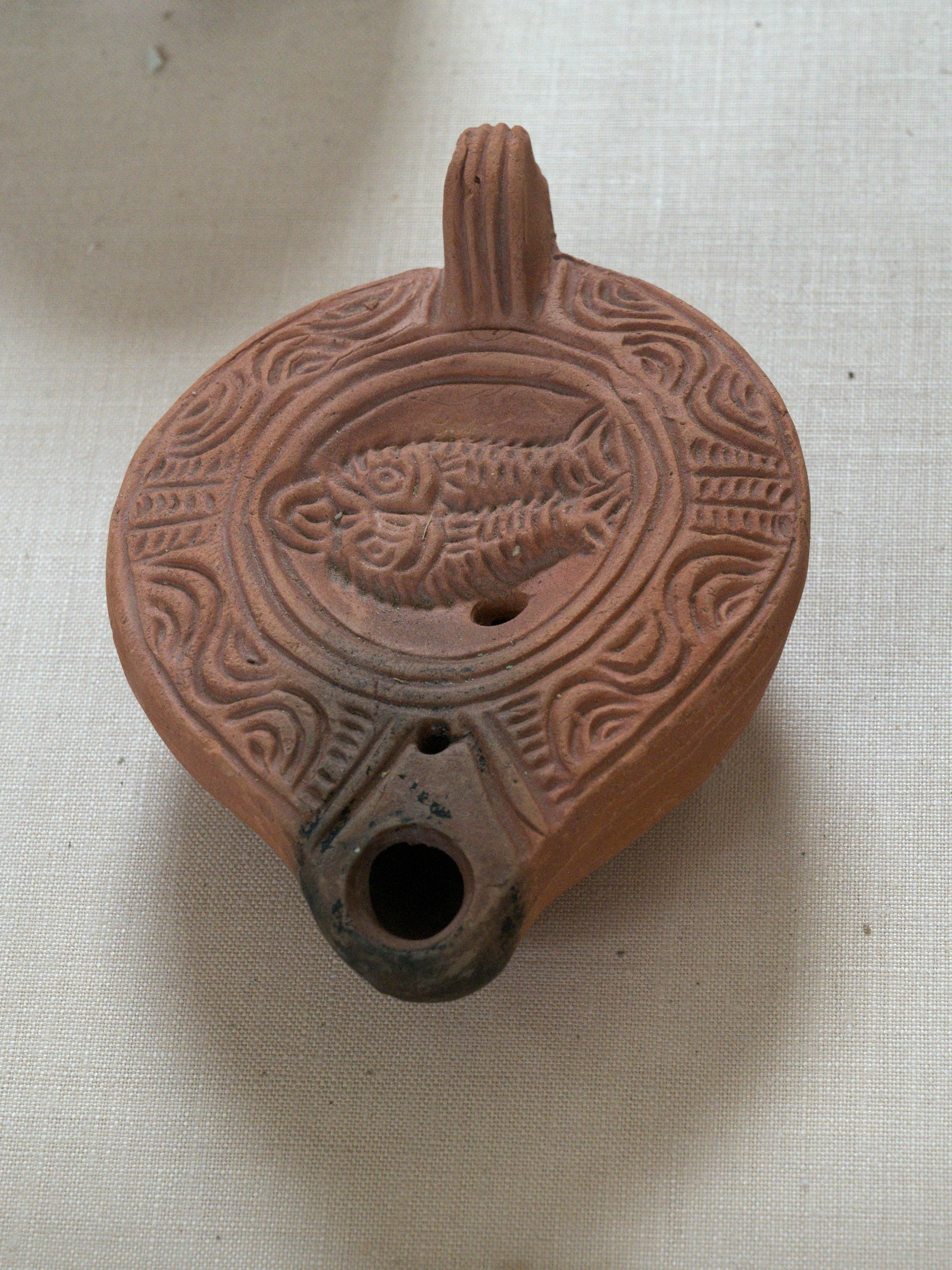
Lampe à huile décorée de poissons
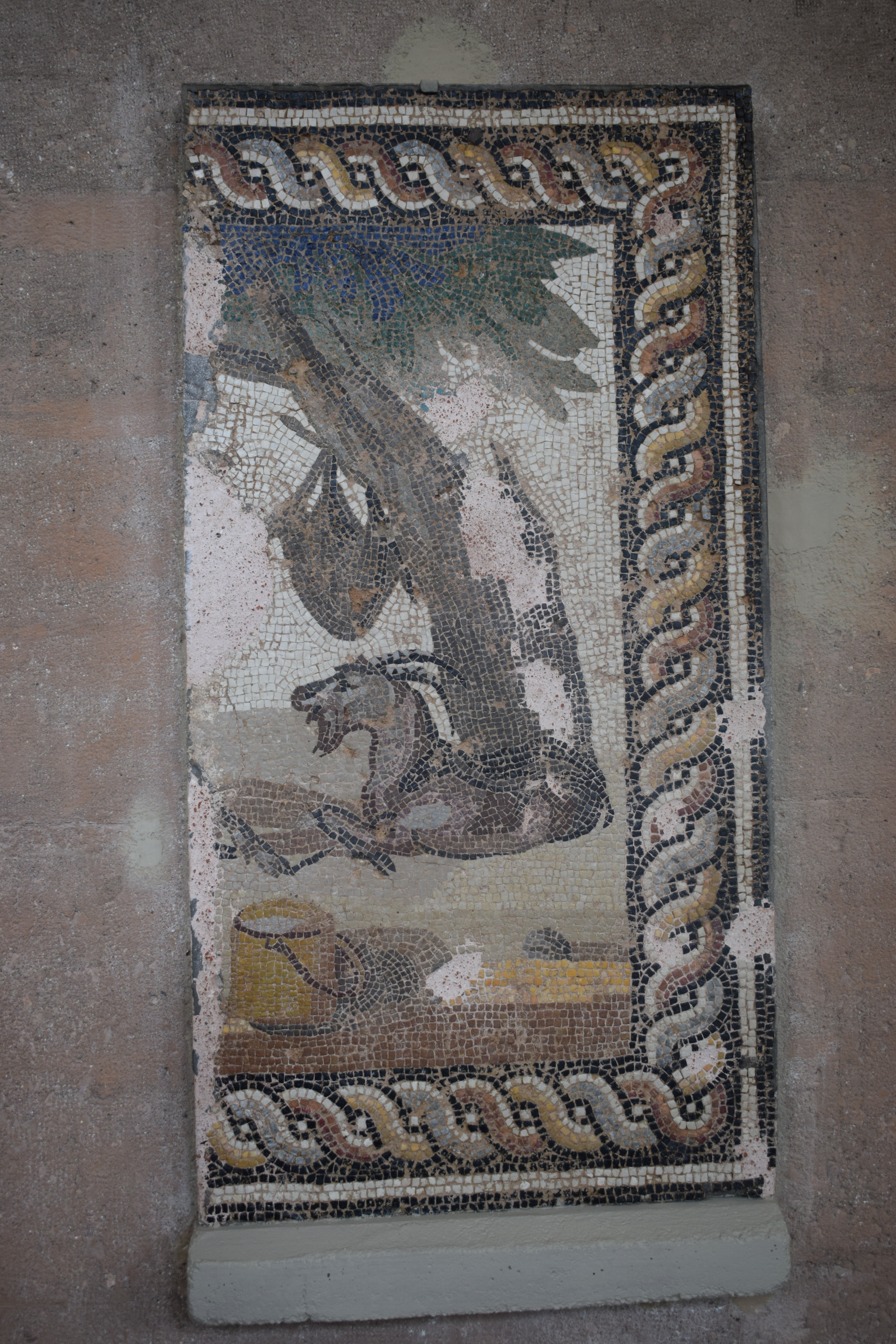
Mosaïque à la chèvre

### L'Asclépiéion

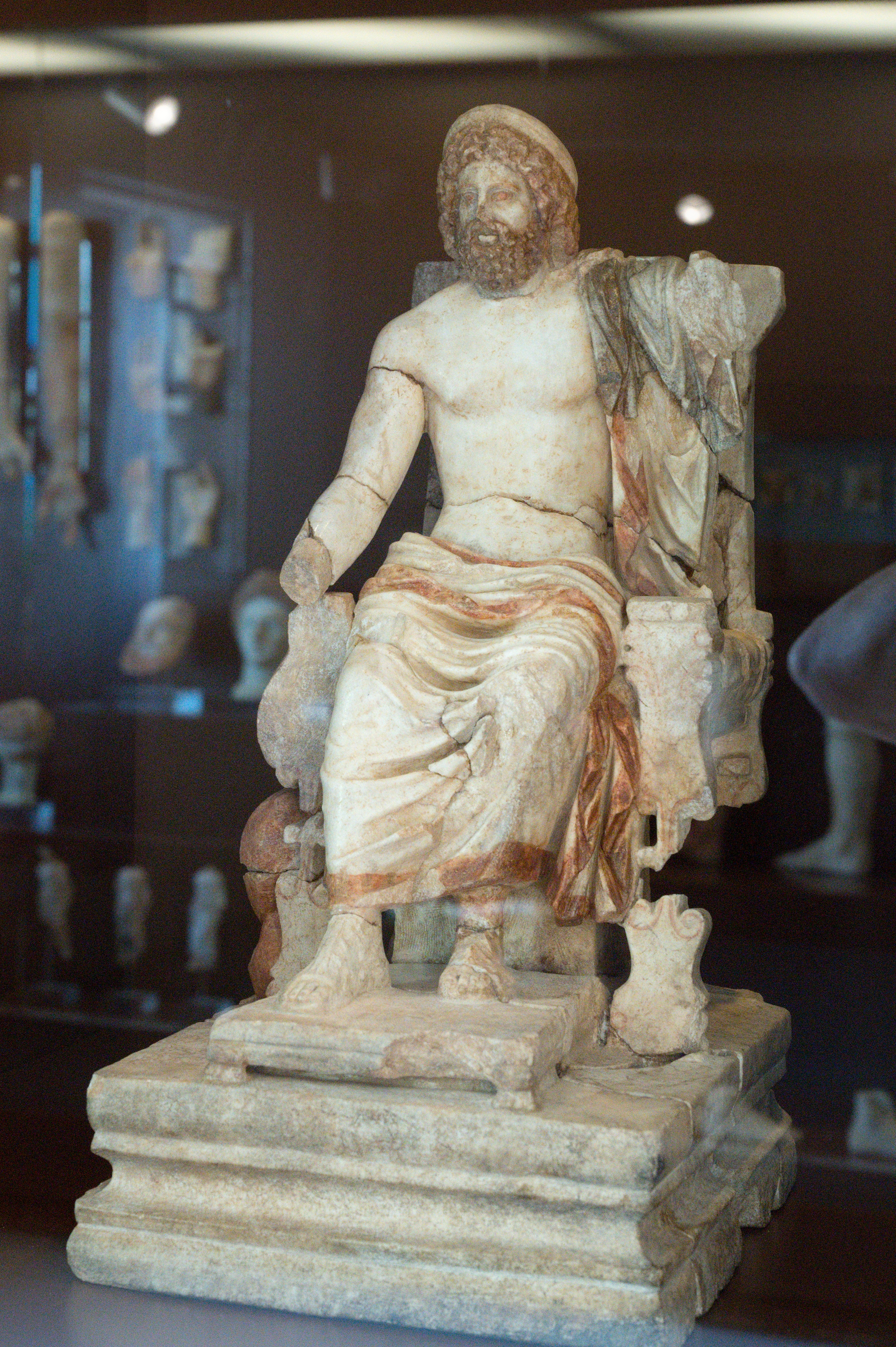
Asclépios. Marbre polychrome, IIIe-IVe s. ap. JC

La galerie « Asclépiéion, sanctuaire de guérison » contient des découvertes effectuées sur le sanctuaire d'Asclépios et le cimetière paléochrétien,. La majorité de ces objets sont des offrandes d'argile en forme de parties du corps humain et des stèles funéraires byzantines du cimetière paléochrétien de Corinthe.

L'Asclépiéion
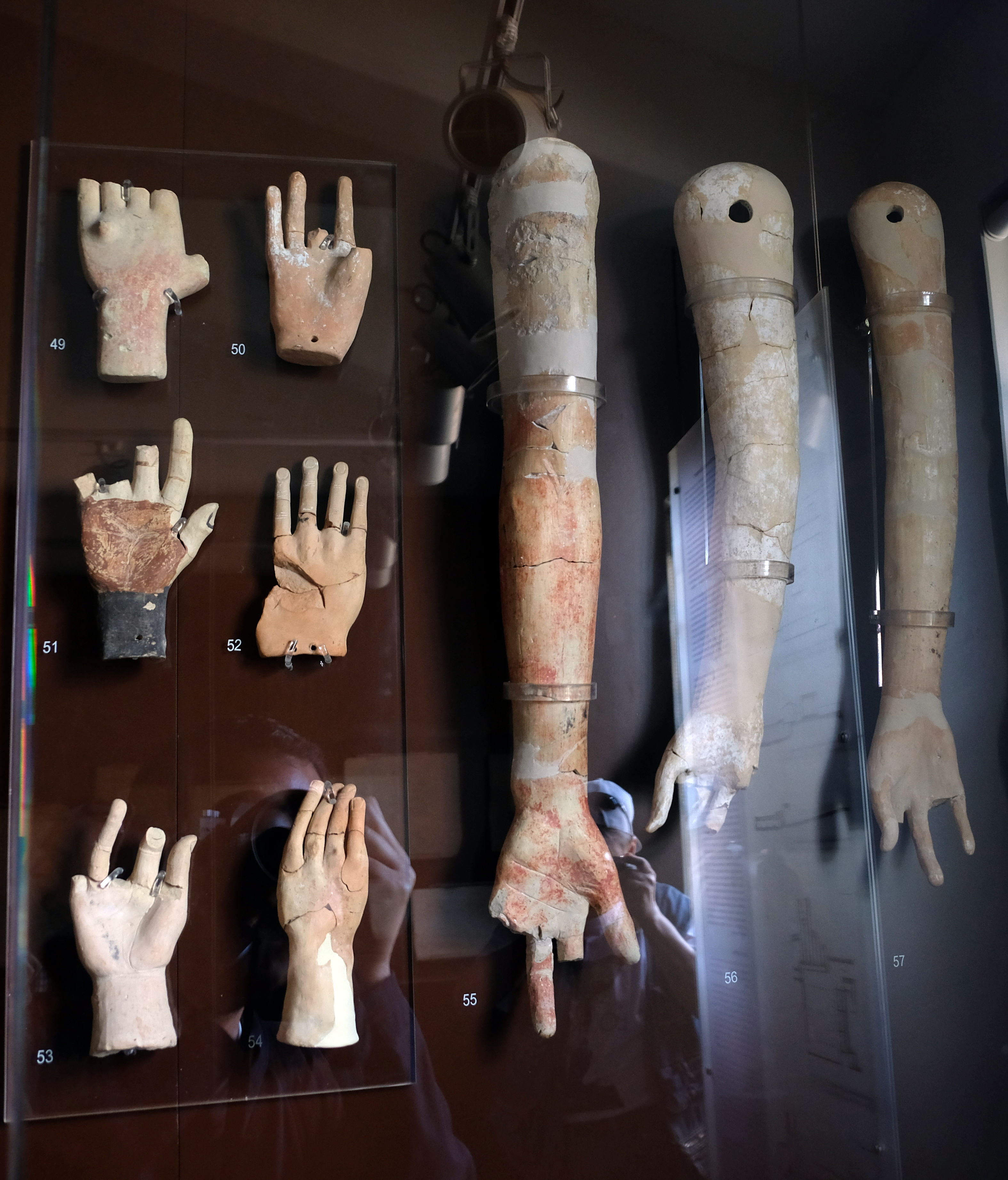
Ex-votos en terre cuite

### Sculptures de l'atrium
La galerie comprend une collection de statues, de sculptures et d'inscriptions grecques et latines, ainsi que des découvertes attestant la présence d’une communauté judaïque dans la ville romaine.

Sculptures de l’atrium
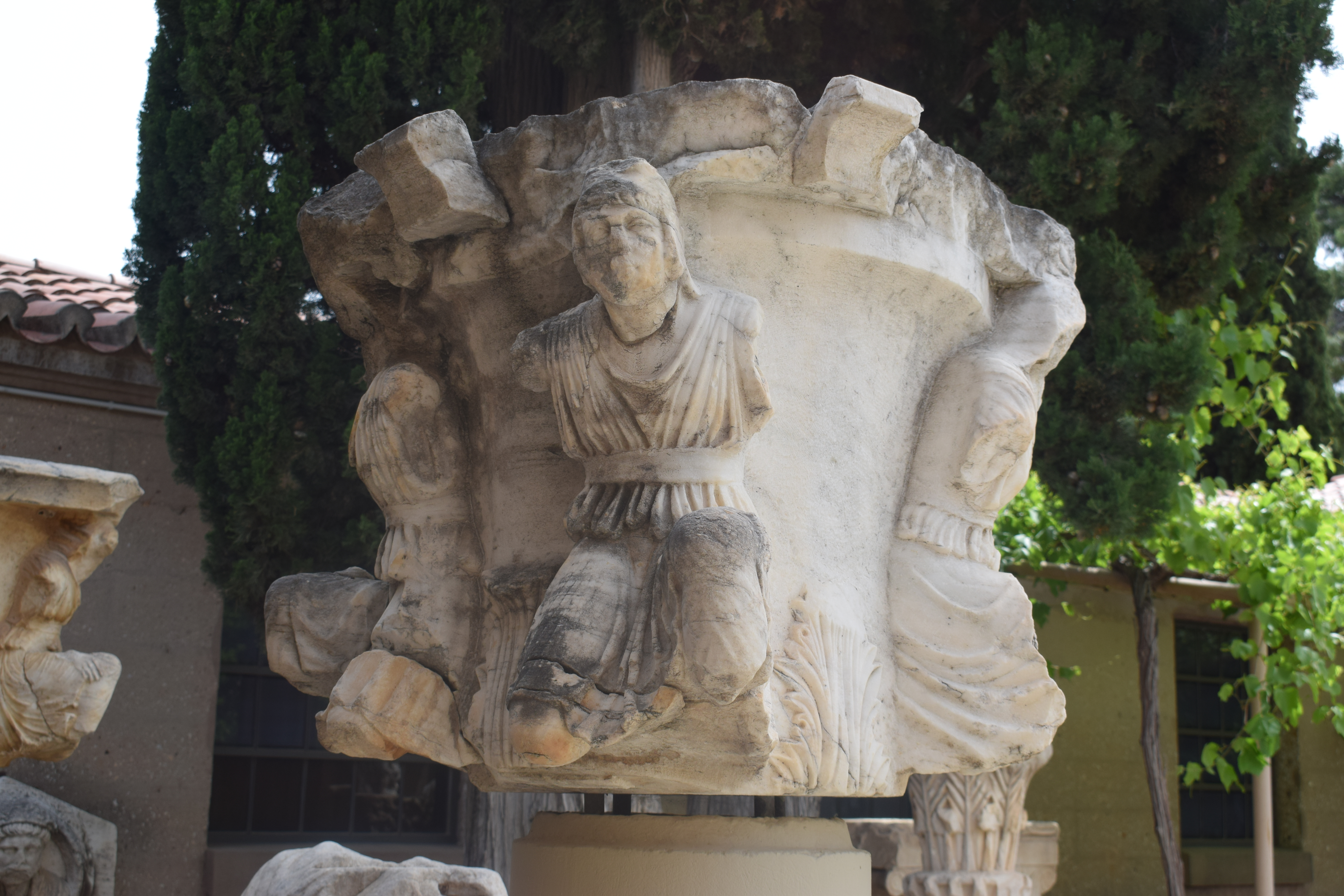
Captifs sur un chapiteau
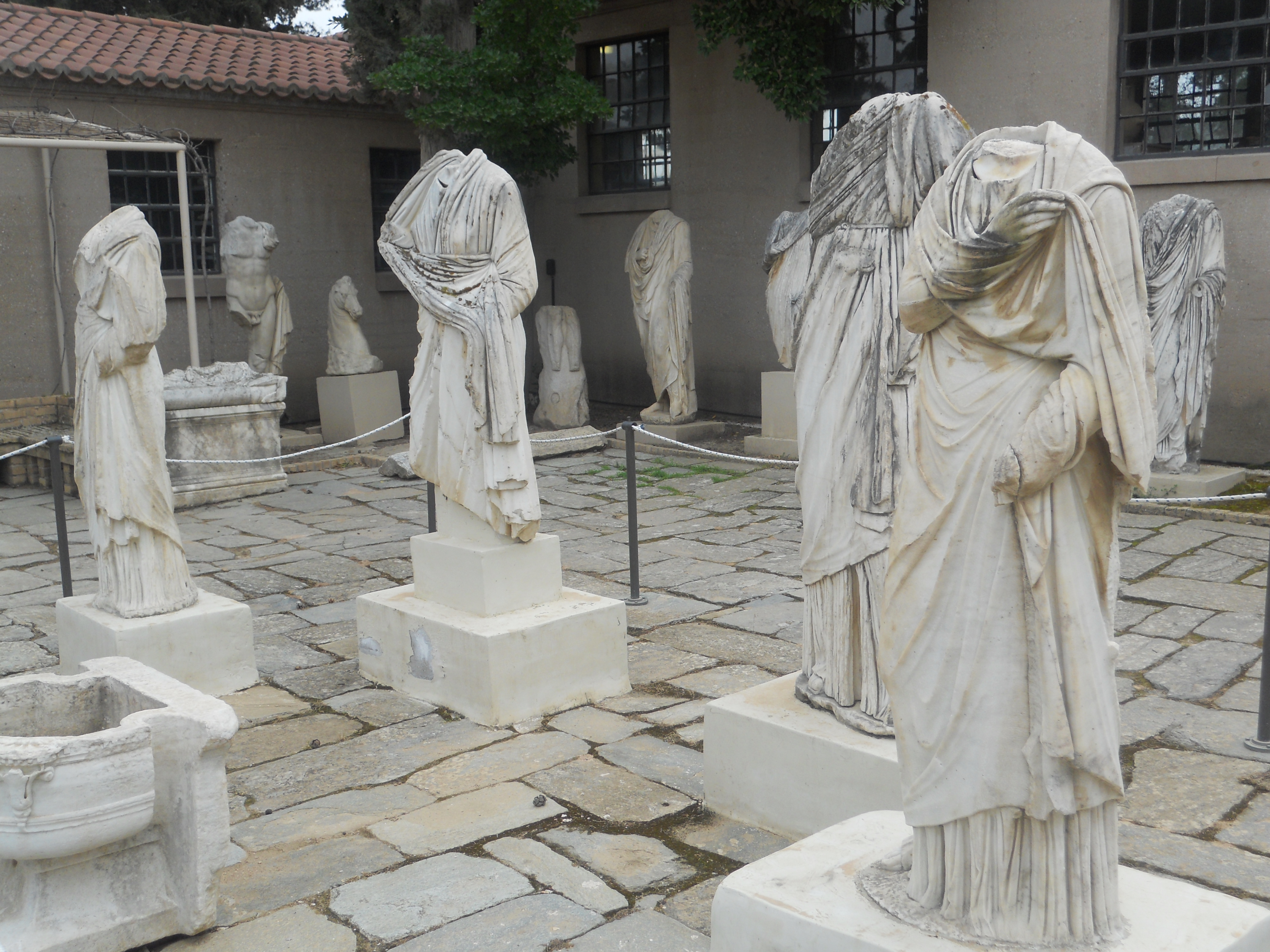
Atrium
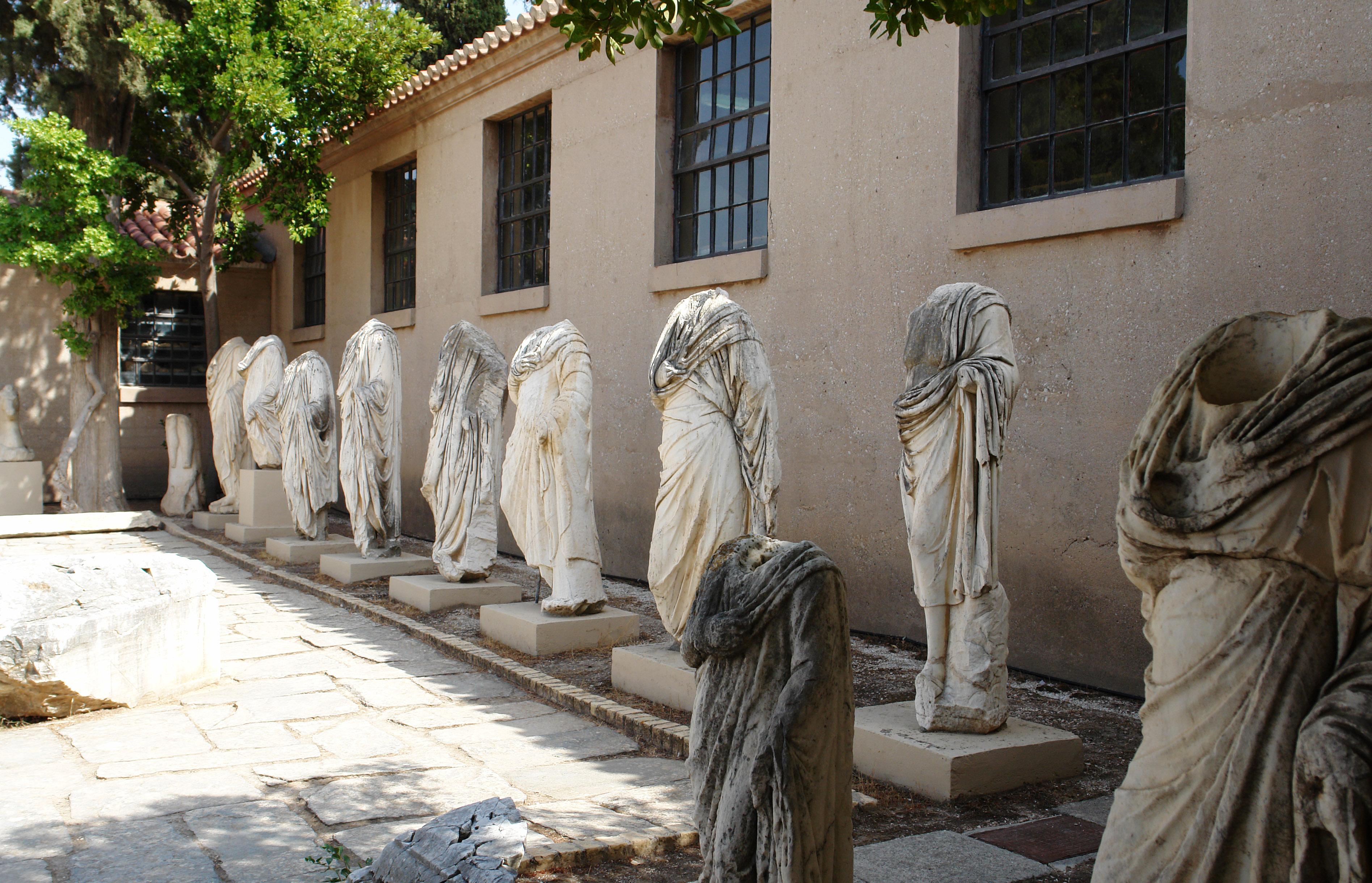
Sculptures de l’atrium

## Sources
1. 1 2 3 4 5 6 7 8  « Archaeological Museum of Ancient Corinth – Ephorate of Antiquities of Korinthia », sur www.corinth-museum.gr (consulté le 23 mars 2020)
2. 1 2  « Ancient Corinth museum opening times - hours, entrance fees », sur www.ancientcorinth.net (consulté le 23 mars 2020)
3. ↑  (en-US) « Temple of Apollo, Corinth », sur Joy of Museums (consulté le 23 mars 2020)
4. ↑  (en) « Archaeological Museum of Ancient Corinth », sur Joy of Museums (consulté le 23 mars 2020)
5. 1 2 3 4 5  « Ministry of Culture and Sports | Archaeological Museum of Ancient Corinth », sur odysseus.culture.gr (consulté le 23 mars 2020)